# Burg Wildenburg (Oberschwaben)
Die Burg Wildenburg ist eine abgegangene Höhenburg auf 570 m ü. NN im Wald „Wildenburg“ 900 Meter südöstlich von dem Ort Hagnaufurt, Ortsteil der Gemeinde Ingoldingen im Landkreis Biberach in Baden-Württemberg. 
Von der ehemaligen Burganlage ist nichts erhalten, vermutlich wurde sie durch Sandabbau abgetragen.